# Relatório Jäger
| Relatório Jäger | Relatório Jäger | Relatório Jäger |
| --------------- | --------------- | --------------- |
|                 |                 |                 |
| Mês             | Incrições       | Mortos          |
| Junho           | 1 entrada       | 4 000           |
| Julho           | 20 entradas     | 4 400           |
| Agosto          | 33 entradas     | 47 906          |
| Setembro        | 38 entradas     | 40 997          |
| Outubro         | 12 entradas     | 31 829          |
| Novembro        | 10 entradas     | 8 211           |

O Relatório Jäger foi escrito em 1 de dezembro de 1941 por Karl Jäger, comandante do Einsatzkommando 3, uma unidade de extermínio da Einsatzgruppen A adicionada ao Grupo de Exércitos Norte durante a Operação Barbarossa.
É uma folha de registros das ações do Einsatzkommando 3 e Rollkommando Hamann. O documento, com registros quase diários entre julho e setembro, aponta para o extermínio de 137 346 pessoas, sendo sua grande maioria judeus. Foi escrito entre 2 de julho de 1941 e 25 de novembro de 1941. Contém detalhes das datas, lugares e número de pessoas mortas nos massacres realizados. Também divide as vítimas em categorias (como judeus, comunistas, criminosos). No total, foram mais de 100 ações em 71 lugares diferentes.
O relatório de seis páginas teve cinco cópias originais, mas somente uma foi encontrada após a guerra.

## Tabulação do relatório
| Data | Localização                                   | Judeus | Judeus   | Judeus   | Outros | Total   | Notas                                                                             |
| Data | Localização                                   | Homens | Mulheres | Crianças | Outros | Total   | Notas                                                                             |
| --- | --------------------------------------------- | ------ | -------- | -------- | ------ | ------- | --------------------------------------------------------------------------------- |
| 4 de julho de 1941 | Kaunas Seventh Fort                           | 416    | 47       |          |        | 463     | Por "partidários lituanos", ou seja, TDA                                          |
| 6 de julho | Kaunas Seventh Fort                           | 2 514  |          |          |        | 2 514   | Por TDA                                                                           |
| 7 de julho | Marijampolė                                   | 32     |          |          |        | 32      | Por Rollkommando Hamann (daqui em diante)                                         |
| 8 de julho | Marijampolė                                   | 14     |          |          | 5      | 19      |                                                                                   |
| 8 de julho | Girkalnis                                     |        |          |          | 6      | 6       | Oficiais comunistas                                                               |
| 9 de julho | Vandžiogala                                   | 32     | 2        |          | 4      | 38      |                                                                                   |
| 9 de julho | Kaunas Seventh Fort                           | 21     | 3        |          |        | 24      |                                                                                   |
| 14 de julho | Marijampolė                                   | 21     |          |          | 10     | 31      |                                                                                   |
| 17 de julho | Babtai                                        | 6      |          |          | 2      | 8       | Todos comunistas                                                                  |
| 18 de julho | Marijampolė                                   | 39     | 14       |          |        | 53      |                                                                                   |
| 19 de julho | Kaunas Seventh Fort                           | 17     | 2        |          | 7      | 26      |                                                                                   |
| 21 de julho | Panevėžys                                     | 59     | 11       |          | 33     | 103     |                                                                                   |
| 22 de julho | Panevėžys                                     | 1      |          |          |        | 1       |                                                                                   |
| 23 de julho | Kėdainiai                                     | 83     | 12       |          | 30     | 125     |                                                                                   |
| 25 de julho | Marijampolė                                   | 90     | 13       |          |        | 103     |                                                                                   |
| 28 de julho | Panevėžys                                     | 234    | 15       |          | 39     | 288     |                                                                                   |
| 29 de julho | Raseiniai                                     | 254    |          |          | 3      | 257     |                                                                                   |
| 30 de julho | Ariogala                                      | 27     |          |          | 11     | 38      |                                                                                   |
| 31 de julho | Utena                                         | 235    | 16       |          | 5      | 256     |                                                                                   |
| 31 de julho | Vandžiogala                                   | 13     |          |          | 2      | 15      |                                                                                   |
| 1 de agosto | Ukmergė                                       | 254    | 42       |          | 4      | 300     |                                                                                   |
| 2 de agosto | Quarto Forte Kaunas                           | 171    | 34       |          | 4      | 209     |                                                                                   |
| 4 de agosto | Panevėžys                                     | 362    | 41       |          | 19     | 422     |                                                                                   |
| 5 de agosto | Raseiniai                                     | 213    | 66       |          |        | 279     |                                                                                   |
| 7 de agosto | Utena                                         | 483    | 87       |          | 1      | 571     |                                                                                   |
| 8 de agosto | Ukmergė                                       | 620    | 82       |          |        | 702     |                                                                                   |
| 9 de agosto | Quarto Forte Kaunas                           | 484    | 50       |          |        | 534     |                                                                                   |
| 11 de agosto | Panevėžys                                     | 450    | 48       |          | 2      | 500     |                                                                                   |
| 13 de agosto | Alytus                                        | 617    | 100      |          | 1      | 719     | (Erro em matemática)                                                              |
| 14 de agosto | Jonava                                        | 497    | 55       |          |        | 552     |                                                                                   |
| 15-16 de agosto | Rokiškis                                      | 3 200  | 3 200    | 3 200    | 7      | 3 207   |                                                                                   |
| 9 a 16 de agosto | Raseiniai                                     |        | 294      | 4        |        | 298     |                                                                                   |
| 27 de junho - 14 de agosto | Rokiškis                                      | 493    |          |          | 488    | 981     | Todos os comunistas ativos                                                        |
| 18 de agosto | Quarto Forte Kaunas                           | 1 409  | 402      |          | 1      | 1 812   | Incluindo 711 intelectuais judeus do Gueto em represália por sabotagem            |
| 19 de agosto | Ukmergė                                       | 298    | 255      | 88       | 2      | 645     | (Erro em matemática)                                                              |
| 22 de agosto | Daugavpils                                    | 1      | 1        |          | 20     | 21      | Inspeção da prisão (erro em matemática)                                           |
| 22 de agosto | Aglona                                        |        |          |          | 544    | 544     | Doentes mentais (269 homens, 227 mulheres e 48 crianças); Localizado na Letônia   |
| 23 de agosto | Panevėžys                                     | 1 312  | 4 602    | 1 609    |        | 7 523   |                                                                                   |
| 18 a 22 de agosto | Raseiniai arredores                           | 466    | 440      | 1 020    |        | 1 926   |                                                                                   |
| 25 de agosto | Obeliai                                       | 112    | 627      | 421      |        | 1 160   |                                                                                   |
| 25-26 de agosto | Šeduva                                        | 230    | 275      | 159      |        | 664     |                                                                                   |
| 26 de agosto | Zarasai                                       | 767    | 1 113    | 687      | 2      | 2 569   |                                                                                   |
| 28 de agosto | Pasvalys                                      | 402    | 738      | 209      |        | 1 349   |                                                                                   |
| 26 de agosto | Kaišiadorys                                   | 1 911  | 1 911    | 1 911    |        | 1 911   | Não especificado                                                                  |
| 27 de agosto | Prienai                                       | 1 078  | 1 078    | 1 078    |        | 1 078   | Não especificado                                                                  |
| 27 de agosto | Dagda e Krāslava                              | 212    |          |          | 4      | 216     | Localizado na Letônia                                                             |
| 27 de agosto | Joniškis                                      | 47     | 165      | 143      |        | 355     |                                                                                   |
| 28 de agosto | Vilkija                                       | 76     | 192      | 134      |        | 402     |                                                                                   |
| 28 de agosto | Kėdainiai                                     | 710    | 767      | 599      |        | 2 076   |                                                                                   |
| 29 de agosto | Rumšiškės e Žiežmariai                        | 20     | 567      | 197      |        | 784     |                                                                                   |
| 29 de agosto | Utena e Molėtai                               | 582    | 1 731    | 1 469    |        | 3 782   |                                                                                   |
| 13 a 31 de agosto | Alytus e arredores                            | 233    |          |          |        | 233     |                                                                                   |
| 1 set | Marijampolė                                   | 1 763  | 1 812    | 1 404    | 111    | 5 090   | Outros incluem 109 doentes mentais                                                |
| 28 de agosto - 2 de setembro | Darsūniškis                                   | 10     | 69       | 20       |        | 99      |                                                                                   |
| 28 de agosto - 2 de setembro | Garliava                                      | 73     | 113      | 61       |        | 247     |                                                                                   |
| 28 de agosto - 2 de setembro | Jonava                                        | 112    | 1 200    | 244      |        | 1 556   |                                                                                   |
| 28 de agosto - 2 de setembro | Petrasiunai                                   | 30     | 72       | 23       |        | 125     |                                                                                   |
| 28 de agosto - 2 de setembro | Jieznas                                       | 26     | 72       | 46       |        | 144     |                                                                                   |
| 28 de agosto - 2 de setembro | Ariogala                                      | 207    | 260      | 195      |        | 662     |                                                                                   |
| 28 de agosto - 2 de setembro | Josvainiai                                    | 86     | 110      | 86       |        | 282     |                                                                                   |
| 28 de agosto - 2 de setembro | Babtai                                        | 20     | 41       | 22       |        | 83      |                                                                                   |
| 28 de agosto - 2 de setembro | Vandžiogala                                   | 42     | 113      | 97       |        | 252     |                                                                                   |
| 28 de agosto - 2 de setembro | Cracóvia                                      | 448    | 476      | 201      |        | 1 125   |                                                                                   |
| 4 set | Pravieniškės                                  | 247    | 6        |          |        | 253     |                                                                                   |
| 4 set | Čekiškė                                       | 22     | 64       | 60       |        | 146     |                                                                                   |
| 4 set | Seredžius                                     | 6      | 61       | 126      |        | 193     |                                                                                   |
| 4 set | Veliuona                                      | 2      | 71       | 86       |        | 159     |                                                                                   |
| 4 set | Zapyškis                                      | 47     | 118      | 13       |        | 178     |                                                                                   |
| 5 set | Ukmergė                                       | 1 123  | 1 849    | 1 737    |        | 4 709   |                                                                                   |
| 25 de agosto - 6 de setembro | Raseiniai                                     | 16     | 412      | 415      |        | 843     |                                                                                   |
| 25 de agosto - 6 de setembro | Jurbarkas                                     | 412    | 412      | 412      |        | 412     |                                                                                   |
| 9 de setembro | Alytus                                        | 287    | 640      | 352      |        | 1 279   |                                                                                   |
| 9 de setembro | Butrimonys                                    | 67     | 370      | 303      |        | 740     |                                                                                   |
| 10 set | Merkinė                                       | 223    | 355      | 276      |        | 854     |                                                                                   |
| 10 set | Varėna                                        | 541    | 141      | 149      |        | 831     |                                                                                   |
| 11 de setembro | Leipalingis                                   | 60     | 70       | 25       |        | 155     |                                                                                   |
| 11 de setembro | Seirijai                                      | 229    | 384      | 340      |        | 953     |                                                                                   |
| 12 set | Simnas                                        | 68     | 197      | 149      |        | 414     |                                                                                   |
| 11-12 de setembro | Užusaliai                                     |        |          |          | 43     | 43      | Represália contra moradores locais ajudando guerrilheiros russos                  |
| 26 set | Quarto Forte Kaunas                           | 412    | 615      | 581      |        | 1 608   | Casos de doença e suspeita de epidemia                                            |
| 2 de outubro | Žagarė                                        | 633    | 1 107    | 496      |        | 2 236   | Quando os judeus foram levados, eles se amotinaram, mas foi rapidamente subjugado |
| 4 de outubro | Kaunas Nono Forte                             | 315    | 712      | 818      |        | 1 845   | Represália após um policial alemão ser baleado no gueto                           |
| 29 de outubro | Kaunas Nono Forte                             | 2 007  | 2 920    | 4 273    |        | 9 200   | "Limpando o gueto de judeus supérfluos"                                           |
| 3 de novembro | Lazdijai                                      | 485    | 511      | 539      |        | 1 535   |                                                                                   |
| 15 de novembro | Vilkaviškis                                   | 36     | 48       | 31       |        | 115     |                                                                                   |
| 25 de novembro | Kaunas Nono Forte                             | 1 159  | 1 600    | 175      |        | 2 934   | Judeus de Berlim, Munique e Frankfurt am Main                                     |
| 29 de novembro | Kaunas Nono Forte                             | 693    | 1 155    | 152      |        | 2 000   | Judeus de Viena e Breslau                                                         |
| 29 de novembro | Kaunas Nono Forte                             | 17     | 1        |          | 17     | 34      | (Erro em matemática)                                                              |
| 13 de julho a 21 de agosto | Daugavpils                                    | 9 012  | 9 012    | 9 012    | 573    | 9 585   | Destacamento EK 3 em Daugavpils, Letônia                                          |
| 12 de agosto a 1 de setembro | Vilnius                                       | 425    | 19       |          | 17     | 461     | Destacamento EK 3 em Vilnius (daqui em diante)                                    |
| 2 set | Vilnius                                       | 864    | 2 019    | 817      |        | 3 700   | Represália por atirar em soldados alemães                                         |
| 12 set | Vilnius                                       | 993    | 1 670    | 771      |        | 3 334   | (Erro em matemática)                                                              |
| 17 set | Vilnius                                       | 337    | 687      | 247      | 4      | 1 271   | (Erro em matemática)                                                              |
| 20 set | Nemenčinė                                     | 128    | 176      | 99       |        | 403     |                                                                                   |
| 22 de setembro | Naujoji Vilnia                                | 468    | 495      | 196      |        | 1 159   |                                                                                   |
| 24 set | Riešė                                         | 512    | 744      | 511      |        | 1 767   |                                                                                   |
| 25 set | Jašiūnai                                      | 215    | 229      | 131      |        | 575     |                                                                                   |
| 27 set | Eišiškės                                      | 989    | 1 636    | 821      |        | 3 446   |                                                                                   |
| 30 set | Trakai                                        | 366    | 483      | 597      |        | 1 446   |                                                                                   |
| 4 de outubro | Vilnius                                       | 432    | 1 115    | 436      |        | 1 983   |                                                                                   |
| 6 de outubro | Semeliškės                                    | 213    | 359      | 390      |        | 962     |                                                                                   |
| 9 de outubro | Švenčionys                                    | 1 169  | 1 840    | 717      |        | 3 726   |                                                                                   |
| 16 de outubro | Vilnius                                       | 382    | 507      | 257      |        | 1 146   |                                                                                   |
| 21 de outubro | Vilnius                                       | 718    | 1 063    | 586      |        | 2 367   |                                                                                   |
| 25 de outubro | Vilnius                                       |        | 1 766    | 812      |        | 2 578   |                                                                                   |
| 27 de outubro | Vilnius                                       | 946    | 184      | 73       |        | 1 203   |                                                                                   |
| 30 de outubro | Vilnius                                       | 382    | 789      | 362      |        | 1 533   |                                                                                   |
| 6 de novembro | Vilnius                                       | 340    | 749      | 252      |        | 1 341   |                                                                                   |
| 19 de novembro | Vilnius                                       | 76     | 77       | 18       |        | 171     |                                                                                   |
| 19 de novembro | Vilnius                                       |        |          |          | 14     | 14      | Prisioneiros de guerra e poloneses                                                |
| 20 de novembro | Vilnius                                       |        |          |          | 3      | 3       | Prisioneiros de guerra                                                            |
| 25 de novembro | Vilnius                                       | 9      | 46       | 8        | 1      | 64      |                                                                                   |
| 28 de setembro a 17 de outubro | Plieščanicy, Bischolin, Šack, Bobr [be], Uzda | 620    | 1 285    | 1 126    | 19     | 3 050   | Destacamento EK 3 em Minsk, Bielo-Rússia                                          |
| |                                               | 4 000  |          |          |        | 4 000   | Antes de EK 3 assumir                                                             |
| Totais | Totais                                        | 57 338 | 48 592   | 29 461   | 2 058  | 137 346 |                                                                                   |
| Notas: 1. ^ Agrupado pela data de término do massacre 2. ^ Se a divisão de judeus não for especificada, homens, mulheres e crianças são incluídos em uma única coluna 3. ^ Inclui principalmente comunistas e doentes mentais 4. ^ O total é fornecido por relatório original. Além disso, os erros são anotados com "(Erro em matemática)". 5. ^ EK 3 substituiu EK 9 em Vilnius 6. ^ Conforme escrito no relatório original |                                               |        |          |          |        |         |                                                                                   |